# Ronde van Spanje 2024/Eenentwintigste etappe
De eenentwintigste etappe van de Ronde van Spanje 2024 werd op 7 september verreden van Distrito Telefónica naar Madrid. Het was een individuele vlakke tijdrit over 24,6 km.
De Zwitserse tijdritspecialist Stefan Küng geeft met overmacht de individuele tijdrit gewonnen in de straten van Madrid. Topfavoriet Primož Roglič (Red Bull-BORA-hansgrohe), die tweede werd in de tijdrit, is voor de vierde keer eindwinnaar van de Ronde van Spanje. In het klassement gaat hij de Australiër Ben O'Connor en de Spanjaard Enric Mas vooraf.
Roglič is met zijn vier eindzeges (2019, 2020, 2021 en 2024) in de Vuelta gedeeld recordhouder met Roberto Heras, en bovendien zorgt hij voor een Sloveense hattrick na de eindwinsten van Tadej Pogačar in de Giro en Tour van 2024.
Het was niet alleen de slotrit van deze Vuelta, maar ook die van de Nederlander Robert Gesink en de laatste rit in een grote ronde voor Thomas De Gendt na allebei een knappe carrière.

## Uitslag
| Distrito Telefónica – Madrid (24,6 km) |                    |                            |         |
| Plaats                                 | Naam               | Ploeg                      | Tijd    |
| Winnaar                                | Stefan Küng        | Groupama-FDJ               | 26'28"  |
| 2                                      | Primož Roglič      | Red Bull-BORA-hansgrohe    | +31"    |
| 3                                      | Mattia Cattaneo    | Soudal Quick-Step          | + 42"   |
| 4                                      | Filippo Baroncini  | UAE Team Emirates          | + 43"   |
| 5                                      | Mauro Schmid       | Team Jayco AlUla           | + 46"   |
| 6                                      | Mathias Vacek      | Lidl-Trek                  | + 52    |
| 7                                      | Victor Campenaerts | Lotto Dstny                | + 55"   |
| 8                                      | Mattias Skjelmose  | Lidl-Trek                  | + 23"   |
| 9                                      | Harry Sweeny       | EF Education-EasyPost      | + 1'03" |
| 10                                     | Bruno Armirail     | Decathlon AG2R La Mondiale | + 1'03  |
|                                        |                    |                            |         |
| 37                                     | Robert Gesink      | Team Visma-Lease a Bike    | + 2'09" |

| Algemeen klassement |                       |                            |            |
| Plaats              | Naam                  | Ploeg                      | Tijd       |
| Rode trui           | Primož Roglič         | Red Bull-BORA-hansgrohe    | 81u49'18"  |
| 2                   | Ben O'Connor          | Decathlon AG2R La Mondiale | + 2'36"    |
| 3                   | Enric Mas             | Movistar                   | + 3'13"    |
| 4                   | Richard Carapaz       | EF Education-EasyPost      | + 4'02"    |
| 5                   | Mattias Skjelmose     | Lidl-Trek                  | + 5'49"    |
| 6                   | David Gaudu           | Groupama-FDJ               | + 6'32"    |
| 7                   | Florian Lipowitz      | Red Bull-BORA-hansgrohe    | + 7'05"    |
| 8                   | Mikel Landa           | Soudal Quick-Step          | + 8'48"    |
| 9                   | Pavel Sivakov         | UAE Team Emirates          | + 10'04"   |
| 10                  | Carlos Rodríguez      | INEOS Grenadiers           | + 11'19"   |
|                     |                       |                            |            |
| 19                  | Steven Kruijswijk     | Team Visma-Lease a Bike    | + 1'01'53" |
| 44                  | William Junior Lecerf | Soudal Quick-Step          | + 2u15'24" |

## Nevenklassementen
| Puntenklassement |                   |                           |        |
| Plaats           | Naam              | Ploeg                     | Punten |
| Groene trui      | Kaden Groves      | Alpecin-Deceuninck        | 226    |
| 2                | Primož Roglič     | Red Bull-BORA-hansgrohe   | 140    |
| 3                | Max Poole         | Team dsm-firmenich PostNL | 118    |
| 4                | Pablo Castrillo   | Equipo Kern Pharma        | 117    |
| 5                | Mathias Vacek     | Lidl-Trek                 | 106    |
|                  |                   |                           |        |
| 32               | Mauri Vansevenant | Soudal Quick-Step         | 48     |
| 45               | Gijs Leemreize    | Team dsm-firmenich PostNL | 35     |

| Bergklassement        |                  |                           |        |
| Plaats                | Naam             | Ploeg                     | Punten |
| Bolletjestrui (blauw) | Jay Vine         | UAE Team Emirates         | 78     |
| 2                     | Marc Soler       | UAE Team Emirates         | 76     |
| 3                     | Pablo Castrillo  | Equipo Kern Pharma        | 43     |
| 4                     | Primož Roglič    | Red Bull-BORA-hansgrohe   | 32     |
| 5                     | Marco Frigo      | Israel-Premier Tech       | 32     |
|                       |                  |                           |        |
| 14                    | Sylvain Moniquet | Lotto Dstny               | 17     |
| 32                    | Gijs Leemreize   | Team dsm-firmenich PostNL | 4      |

| Jongerenklassement |                       |                           |            |
| Plaats             | Naam                  | Ploeg                     | Tijd       |
| Witte trui         | Mattias Skjelmose     | Lidl-Trek                 | 81u55'07"  |
| 2                  | Florian Lipowitz      | Red Bull-BORA-hansgrohe   | + 1'16"    |
| 3                  | Carlos Rodríguez      | INEOS Grenadiers          | + 5'30"    |
| 4                  | Matthew Riccitello    | Israel-Premier Tech       | + 1u40'48" |
| 5                  | Max Poole             | Team dsm-firmenich PostNL | + 1u50'46" |
|                    |                       |                           |            |
| 8                  | William Junior Lecerf | Soudal Quick-Step         | + 2u09'35" |
| 25                 | Gijs Leemreize        | Team dsm-firmenich PostNL | + 3u32'05" |

| Ploegenklassement |                            |            |
| Plaats            | Ploeg                      | Tijd       |
|                   | UAE Team Emirates          | 245u12'58" |
| 2                 | Red Bull-BORA-hansgrohe    | + 33'53"   |
| 3                 | Decathlon AG2R La Mondiale | + 1u23'09" |
| 4                 | Team Visma-Lease a Bike    | + 1u53'33" |
| 5                 | Groupama-FDJ               | + 2u16'51" |

1e etappe ·
2e etappe ·
3e etappe ·
4e etappe ·
5e etappe ·
6e etappe ·
7e etappe ·
8e etappe ·
9e etappe ·
10e etappe ·
11e etappe ·
12e etappe ·
13e etappe ·
14e etappe ·
15e etappe ·
16e etappe ·
17e etappe ·
18e etappe ·
19e etappe ·
20e etappe ·
21e etappe
Startlijst · Eindstanden · Afbeeldingen